# اتحادیه فوتبال صربستان
اتحادیه فوتبال صربستان (صربی: [Фудбалски савез Србије (ФСС) / Fudbalski savez Srbije] Error: {{Lang}}: متن دارای نشانه‌گذاری ایتالیک است (راهنما)) نهاد اداره‌کننده مسابقات فوتبال و فوتسال در کشور صربستان است.
این اتحادیه که در ۱۹۱۹ تأسیس شده عضو یوفا و فیفا نیز می‌باشد و مقر آن در شهر بلگراد است.
مسابقات سوپر لیگ فوتبال صربستان و جام حذفی فوتبال صربستان زیر نظر این اتحادیه برگزار می‌شود.